# 아르디안 가시
아르디안 가시(Ardian Gashi, 1981년 7월 20일 자코비차 ~ )는 코소보의 전 축구 선수로 현역 시절 포지션은 미드필더였다. 그는 코소보출신이지만, 부모님은 8살때 노르웨이로 망명했다. 현재 그는 노르웨이 시민권을 획득했고, 2014년까지 노르웨이 축구대표팀에서 활동하다가 이후 코소보 축구 국가대표팀으로 뛰었다.